# Suphakorn Sriphothong
Suphakorn Sriphothong (tiếng Thái: ศุภกร ศรีโพธิ์ทอง; còn gọi là Plapodd hoặc Pod (tiếng Thái: ป๊อด), sinh ngày 23 tháng 10 năm 1993) là diễn viên người Thái. Anh được biết đến với vai Sun trong phim Dark Blue Kiss (2019) và Tonhon trong phim Tonhon Chonlatee (2020) của GMMTV.

## Tiểu sử và giáo dục
Suphakorn Sriphothong sinh ngày 23 tháng 10 năm 1993 tại Băng Cốc, Thái Lan. Anh tốt nghiệp trung học tại trường Princess Sirindhorn's College và lấy bằng cử nhân Quản trị Kinh doanh (Nghệ thuật ẩm thực và Quản lý nhà bếp) tại Cao đẳng Dusit Thani.

## Sự nghiệp
Podd giành huy chương đồng cuộc thi nấu ăn ở hạng mục cá nhân từ Cúp ẩm thực quốc tế Thái Lan (TICC) 2012. Sau đó anh mở cửa hàng gà rán tên là "Deep Fly", anh đã từng giới thiệu nó tại chương trình The Route của GMMTV vào năm 2016.
Anh bắt đầu sự nghiệp diễn xuất vào năm 2018 trực thuộc quản lý của GMMTV. Vai diễn đầu tiên của anh vào năm 2018 trong bộ phim BL Kiss Me Again, vai Sun. Năm 2019, anh đóng vai phụ trong phim truyền hình 3 Will Be Free. Cùng năm đó, anh vẫn đóng vai Sun trong phim Dark Blue Kiss nhưng là vai chính.
Vào năm 2020, anh bắt đầu nhận được nhiều sự quan tâm và nổi tiếng với vai Tonhon trong bộ phim Tonhon Chonlatee. Bộ phim đã thành công và nổi tiếng tại Thái Lan cũng như 33 quốc gia khác. Anh nhận được nhận nhiều đánh giá tịch cực trong vai Tonhon.

## Danh sách phim

### Phim truyền hình
| Năm  | Tiêu đề          | Vai trò | Chú thích | Tham khảo |
| ---- | ---------------- | ------- | --------- | --------- |
| 2018 | Kiss Me Again    | Sun     | Vai phụ   |           |
| 2019 | 3 Will Be Free   | Leo     | Vai phụ   |           |
| 2019 | Dark Blue Kiss   | Sun     | Vai chính |           |
| 2020 | Tonhon Chonlatee | Tonhon  | Vai chính |           |
| 2022 | Devil Sister     | Jin     | Vai phụ   |           |
| 2022 | Mama gogo        | Mudaeng | Vai phụ   |           |
| 2022 | My Dear Donovan  | Aood    | Vai phụ   | [ 12 ]    |
| 2023 | Find Yourself    |         | Vai phụ   |           |
| 2023 | Hidden Agenda    |         | Vai phụ   |           |

### Chương trình thực tế
| Năm  | Tên chương trình                        | Vai trò   | Đài             | Ghi chú                             | Nguồn         |
| ---- | --------------------------------------- | --------- | --------------- | ----------------------------------- | ------------- |
| 2018 | School Rangers                          | Khách mời | GMM 25          | Tập 95-96, 99-101, 133-134, 151-152 |               |
| 2018 | Talk with Toey One Night                | Khách mời | GMM One         | Tập 38, 65                          | [ 13 ] [ 14 ] |
| 2018 | Cougar on the Prowl Season 2            | Khách mời | GMM 25, LINE TV | Tập 5                               | [ 15 ]        |
| 2019 | Arm Share                               | Khách mời | GMMTV           | Tập 52                              | [ 16 ]        |
| 2019 | Let's Play Challenge Special            | Khách mời | GMMTV           | Tập 7                               |               |
| 2020 | SosatSeoulsay                           | Khách mời |                 | Tập 47                              | [ 17 ]        |
| 2020 | Come & Join Gun                         | Khách mời | GMM 25          | Tập 7                               | [ 18 ]        |
| 2020 | Play Zone                               | Khách mời |                 | Tập 1, Cooking Club                 |               |
| 2020 | Friend Drive                            | Khách mời | GMM 25          | Tập 22                              | [ 19 ]        |
| 2020 | TayNew Meal Date Special                | Khách mời | GMM 25          | Tập 1                               | [ 20 ]        |
| 2021 | OffGun Mommy Taste Special              | Khách mời | GMMTV           | Tập 1                               | [ 21 ]        |
| 2021 | Live At Lunch: Friend Lunch Friend Live | Khách mời |                 | Tập 1                               | [ 22 ]        |

## Liên kết
- Suphakorn Sriphothong trên Instagram
- Suphakorn Sriphothong trên IMDb